# 墨脱臭蛙
墨脱臭蛙（学名：Odorrana zhaoi）一种于中华人民共和国西藏自治区墨脱县发现的两栖动物，隶属于蛙科臭蛙属。种加词取自沈阳师范大学校长赵大宇的姓氏，以感谢其对西藏考察的支持。2020年有研究人员认为本种实际上是大吉岭臭蛙（Odorrana chloronota）的一个种群。

## 形态特征
墨脱臭蛙正模标本雄蛙体长51.9毫米。身体背部皮肤光滑，呈橄榄绿色；体侧浅褐色，具有黄色和深褐色小点斑；四肢背面有深褐色横纹；身体腹部为象牙色。